# Oldřich Král
Oldřich Král (13. září 1930 Praha – 21. června 2018, Praha) byl český sinolog, překladatel a teoretik překladu. Ač se k sinologii dostal vlastně náhodou, stal se jednou z nejvýznamnějších postav v české historii oboru. Zabýval se především starou čínskou literaturou, filosofií a uměním.

## Životopis
Oldřich Král se hlásil (1949) na FF UK původně na dvojobor anglistika a komparatistika. Komparatistika však byla pod vlivem komunistické ideologie coby „buržoazní pavěda“ zrušena. Musel si najít k anglistice jiný doplňující obor. Volno bylo na sinologii u profesora Jaroslava Průška. Během krátké doby Král pod Průškovým vlivem sinologii propadl, stala se jeho hlavním oborem a předmětem celoživotního úsilí.
Po dokončení studií Oldřich Král zůstal na FF UK jako pedagog. Roku 1954 vstoupil do KSČ. Vědecká aspirantura v Orientálním ústavu Akademie věd i stáž na univerzitě v Pekingu byly zaměřeny na studium a překlad klasického čínského románu Žu-lin waj-š´ (Literáti a mandaríni). Po absolvování vědecké aspirantury u prof. Průška (1954–1957) v Orientální ústavu se v roce 1958 vrátil na FF UK jako odborný asistent. Společně s tehdejším docentem Karlem Petráčkem vypracoval projekt Katedry věd o zemích Asie a Afriky. V roce 1969 vystoupil Král z KSČ a od té chvíle nesměl z politických důvodů přednášet, nedostával plat, bylo pozastaveno jeho habilitační řízení, byl vydán zákaz publikační činnosti. Oldřich Král se proto živil jako dělník na Nákladovém nádraží Žižkov.
V roce 1972 byl Oldřich Král za přispění Lubora Hájka, K. Petráčka a V. Křístka přijat do Sbírky orientálních umění Národní galerie, a to na místo kurátora malířství a kaligrafie. Během působení v NG připravil řadu výstav a katalogů, většinou ve spolupráci s L. Hájkem. Průběžně pracoval na literárních a filosofických překladech, některé menší vyšly samizdatově (Mistr Čuang, Mnich Okurka, Tribunová sútra Šestého patriarchy, Shánění krávy – Deset obrazů hledajícího ducha), pod krycím jménem Josefa Fasse vyšlo v Odeonu Starožitné zrcadlo. V polovině osmdesátých let dokončil překlad Snu v červeném domě a Odeonu bylo dovoleno tento překlad klasického čínského románu vydat ve třech svazcích, počínaje rokem 1986. Poslední svazek vyšel v roce 1988 a posléze získal cenu Odeonu za nejlepší překlad roku 1988. Poté následovala vydání dalších překladů.
Po pádu socialismu se Oldřich Král vrátil na FF UK a v letech 1990–1998 vedl Katedru (později Ústav) Dálného východu. Zároveň na FF UK založil Centrum komparatistiky, které též několik let vedl. V roce 1990 byl na základě habilitační práce odevzdané v roce 1969 jmenován v obnoveném docentském řízení docentem. V roce 1993 byl jmenován profesorem sinologie a srovnávací literatury Univerzity Karlovy a do roku 2000 působil jako ředitel Centra komparatistiky. V roce 1997 založil při Univerzitě Karlově „Chiang Ching-kuo International Sinological Center“ (CCK-ISC), sponzorované tchajwanskou Chiang Ching-kuo Foundation for Scholarly Exchange, jehož úkolem je rozvoj čínských studií v evropském a zvláště středoevropském regionu. 1994 zorganizoval v Praze pravidelný kongres Evropské asociace čínských studií (EACS), jejíhož komitétu byl dlouholetým členem. Krátce, v letech 2000–2001 byl rektorem Literární akademie v Praze. Po roce 1990 působil na řadě zahraničních univerzit, účastnil se mezinárodních konferencí. V letech 2006–2012 byl předsedou Pražského lingvistického kroužku.
V posledních letech žil v Lásenici u Jindřichova Hradce, překládal a dále spolupracoval s FF UK. Své práce svěřoval v posledních letech k vydání zejména soukromému nakladatelství své manželky, redaktorky Evy Králové.

## Ocenění
- 1989 – cena Odeon za nejlepší překlad roku 1988
- 2003 – mezinárodní cena za překlad za Sen v červeném domě (Peking)
- 2010 – Cena Učené společnosti České republiky. Cena byla udělena „za rozvoj české sinologie a mnohostranné interkulturní zprostředkování čínské vědy a kultury české veřejnosti odborné i širší, zvláště v oblasti literatury, estetiky a filozofie“.
- 2010 – Státní cena za překladatelské dílo

### Odborná literatura
Odborná literatura Oldřicha Krále z oblasti sinologie a teorie překladu je rozeseta po sbornících, časopisech a interních tiscích ústavů, v nichž působil. Bibliografie omezená na několik posledních let je uvedena na webu FFUK, viz níže Externí odkazy.
Ucelené výbory přinášejí následující tituly:
- Čínská filosofie – pohled z dějin. Lásenice: Maxima 2005. ISBN 80-901333-8-X
- Studie z komparatistiky a čínské literatury. Praha: Univerzita Karlova, Filozofická fakulta 2020. ISBN 978-80-7308-992-4 (print), ISBN 978-80-7308-993-1 (online)

### Překlady
Překlady Oldřicha Krále jsou specifické tím, že většinou obsahují velmi poctivě zpracovaný a zajímavý poznámkový a komentářový aparát. Objasňuje nesinologům souvislosti textu, které by laikům zůstaly utajeny.
Mezi nejdůležitější překlady patří:
- Wu Ťing-c’: Literáti a mandaríni. Neoficiální kronika konfuciánů, Praha : SNKLU, 1962.
  - druhé vydání: Olomouc : Votobia, 1995. ISBN 80-85885-55-7
- Cchao Süe-čchin: Sen v červeném domě, Praha : Odeon, 1986–1988.
- Shánění krávy. Deset obrazů hledajícího ducha, Praha : Brody, 1998. ISBN 80-86112-11-X
- Chuej-neng: Tribunová sútra Šestého patriarchy, Praha : Vyšehrad, 1999. ISBN 80-7021-345-0
- S'-kchung Tchu, Chuang Jüe, Jang Ťin-ceng: Tři nadání, 1999 z čínštiny přeložil Oldřich Král a následně přebásnil Karel Šiktanc, Praha : Mladá fronta, 2000. ISBN 80-204-0745-6
- Sun-c’: O válečném umění, Lásenice : Maxima, 1999. ISBN 80-901333-5-5
- Liou Sie: Duch básnictví řezaný do draků. Teoretická báseň v próze, Praha : Brody, 2000. ISBN 80-86112-15-2
- Čuang-c': Sebrané spisy, Lásenice : Maxima, 2006. ISBN 80-86921-01-8
- Wu-men Chuej-kchaj: Brána bez dveří, Lásenice : Maxima, 2007. ISBN 978-80-86921-02-0
- Kniha proměn – I-ťing, Lásenice : Maxima, 2008. ISBN 978-80-86921-03-7
- Velké učení; Doktrína středu. 1. vyd. Lásenice: Maxima, 2008. 168 s. ISBN 978-80-86921-04-4.
- Dong Yue: Vsuvka do Putování na západ: román na přidanou, Lásenice : Maxima, 2009. ISBN 978-80-86921-05-1
- Li Yu: Rouputuan – Meditační rohožky z masa, erotická groteska, Lásenice : Maxima, 2011. ISBN 978-80-86921-06-8
- Jin Ping Mei aneb Slivoň ve zlaté váze, Lásenice : Maxima, 2012–2018. ISBN 978-80-86921-17-4, ISBN 978-80-86921-16-7, ISBN 978-80-86921-15-0, ISBN 978-80-86921-14-3, ISBN 978-80-86921-13-6, ISBN 978-80-969211-1-9, ISBN 978-80-86921-19-8